# Čekmaguš
Čekmaguš (in russo Чекмагуш?; in baschiro Саҡмағош) è un villaggio della Russia europea orientale, situato nella Repubblica autonoma della Baschiria; appartiene al rajon Čekmaguševskij, del quale è il centro amministrativo.